# Ichthyococcus australis
Ichthyococcus australis es una especie de pez del género Ichthyococcus.

## Descripción
Cuenta con 14-15 espinas anales, 14-17 radios blandos anales, carece de espinas dorsales, además de aleta adiposa ventral. En cuanto a coloración, la especie es marrón aunque puede variar a amarillo, los flancos son plateados, las bases de las aletas presentan colores oscuros (generalmente negro). Mide 7,05 cm de longitud (2,77 pulgadas), pudiendo alcanzar los 12,0 cm (4,72 pulgadas). Cuenta además con varios fotóforos detrás de la base de la aleta anal.

## Distribución y hábitat
Se distribuye por el Atlántico sureste, con registros entre 30°S y 40°S. Se encuentra en Australia y Brasil. Especie marina oceánica y pelágica reportada a 500 m de profundidad, aunque también ha sido registrada a 2394 m.